# Teeratep Winothai
Teeratep Winothai ou ธีรเทพ วิโนทัย en thaï, né le 16 février 1985 à Bangkok, est un footballeur thaïlandais.

## Palmarès

### En club
- Muangthong United :
  - Champion de Thaïlande en 2009.

## Statistiques

### Buts en sélection
Le tableau suivant liste les résultats de tous les buts inscrits par Teeratep Winothai avec l'équipe de Thaïlande.